# جهاز الاستخبارات (المملكة المتحدة)
جهاز الاستخبارات البريطاني أو الإس آي إس (بالإنجليزية: Secret Intelligence Service (SIS))، تعرف بصورة عامة باسم إم آي 6، MI6 (استخبارات عسكرية، قسم 6)، هي مكتب الاستخبارات الخارجية للمملكة المتحدة تحت إدارة هيئة المملكة المتحدة المشتركة للاستخبارات (UK Joint Intelligence Committee)، تعمل بجانب خدمة الأمن (إم آي 5)، مكاتب الإتصالات الحكومية البريطانية (GCHQ) وموظفي الاستخبارات الدفاعية (DIS).
تكون الإس آي إس مسؤولة عن نشاطات التجسس للمملكة المتحدة خارج المملكة عبر الدول المختلفة. يقع المبنى الرئيسي للإس آي إس الحالي في تقاطع فوكسهول في لندن منذ 1995.

## تاريخه وتطوره

### التأسيس
انبثق الجهاز عن مكتب المخابرات السرية، الذي تأسس في 1 أكتوبر 1909. يُعتبر المكتب مبادرة مشتركة بين الأميرالية البريطانية ومكتب الحرب للتحكم بعمليات الاستخبارات السرية داخل المملكة المتحدة وخارجها، وإيلاء الاهتمام بأنشطة الحكومة الألمانية الإمبراطورية خصوصًا. جرى تقسيم المكتب إلى فرعين، أحدهما للبحرية والآخر للجيش، وتخصص كل منهما بأنشطة التجسس الأجنبية وأنشطة مكافحة التجسس الداخلية، على التوالي. اضطلع الفرعين بتخصصهما نظرًا لرغبة الأميرالية أن تعلم بشأن القوة البحرية للبحرية الإمبراطورية الألمانية. أصبح تخصصهما رسميًا قبل عام 1914. أثناء الحرب العالمية الأولى في عام 1916، خضع الفرعين لتغييرات إدارية فأصبح القسم الأجنبي يُعرف باسم إم آي 1 (سي) من مديرية الاستخبارات العسكرية.
عُيّن الكابتن السير مانسفيلد جورج سميث كامينغ أول مدير للجهاز، وغالبًا ما ورد اسمه في الاتصالات الروتينية دون استخدام اسم سميث. جرت العادة أن يوقع مراسلاته بكتابة الحرف الأول من لقيه بالحبر الأخضر. تطور هذا الاستخدام ليصبح اسمًا حركيًا، وتقيد به جميع مديري جهاز الاستخبارات البريطاني عند التوقيع على وثائق للاحتفاظ بسرية هويتهم.

### الحرب العالمية الأولى
اضطلع الجهاز بالعديد من المهام أثناء خلال الحرب العالمية الأولى، نظرًا لعدم قدرته على إنشاء شبكة في ألمانيا. جاءت معظم نتائجه من الاستخبارات العسكرية والتجارية التي جُمعت عبر شبكات في بلدان محايدة وأراضي محتلة وروسيا.

### فترة ما بين الحربين
بعد الحرب، انخفضت موارد الجهاز انخفاضًا كبيرًا، ولكن خلال عشرينيات القرن العشرين، أقامت دائرة الاستخبارات الأمنية علاقة عملية وثيقة مع السلك الدبلوماسي. في أغسطس 1919، أنشأ كامينغ إدارة جديدة لمراقبة جوازات السفر، وتوفير غطاء دبلوماسي للعملاء في الخارج. مُنحت الحصانة الدبلوماسية للعاملين في منصب موظف مراقبة الجوازات العاملين.
حددت الأقسام المتداولة متطلبات الاستخبارات وأعادت المعلومات الاستخباراتية إلى إداراتها الاستهلاكية، ولا سيما مكتب الحرب والأمين العام.
استمرت النقاشات المطولة حول الهيكل المستقبلي للمخابرات البريطانية عقب انتهاء الأعمال الحربية، إلا أن كامينغ تمكّن من إعادة فرض سيطرة وزارة الخارجية على الجهاز. في هذا الوقت، عُرفت المنظمة في وايتهول بألقاب مختلفة بما في ذلك جهاز الاستخبارات الخارجية والجهاز السري وإم آي 1 (سي) وجهاز الاستخبارات الخاص، بل وحتى منظمة سي. نحو عام 1920، أُشير له على نحو متزايد باسم جهاز الاستخبارات السري، وهو اللقب الذي استمر استخدامه حتى يومنا هذا وجرى النص عليه في النظام الأساسي في قانون خدمات الاستخبارات لعام 1994. خلال الحرب العالمية الثانية، استُخدم الاسم إم آي 6 كعلم للملاءمة، وهو الاسم الذي عُرف به في الثقافة الشعبية منذ ذلك الحين.
خلال السنوات التي أعقبت الحرب مباشرة بقيادة السير مانسفيلد جورج سميث كامينغ وطيلة معظم عشرينيات القرن العشرين، ركز جهاز الاستخبارات على الشيوعية، ولا سيما البلشفية الروسية. من الأمثلة على ذلك إحباط عملية للإطاحة بالحكومة البلشفية في عام 1918 والتي قام بها عملاء المخابرات المركزية سيدني جورج رايلي والسير روبرت بروس لوكهارت، فضلًا عن المزيد من جهود التجسس الأرثوذكسية المبكرة في روسيا السوفيتية بقيادة الكابتن جورج هيل.
توفي سميث كامينغ على نحو مفاجئ في منزله في 14 يونيو 1923، قبل أن يتقاعد بفترة وجيزة، واستُبدل بالأدميرال السير هيو سنكلير. أنشأ سنكلير الأقسام التالية:
- قسم مركزي لمكافحة التجسس في الخارج، والذي عُرف بالقسم الخامس، وتمثلت مهمته بالتواصل مع دائرة الأمن لجمع تقارير مكافحة التجسس من محطات خارجية.
- قسم للاستخبارات الاقتصادية، والذي عُرف بالقسم السابع، وتمثلت مهمته بالتعامل مع التجارة والصناعة والتهريب.
- منظمة سرية للاتصالات اللاسلكية، القسم الثامن، للاتصال بالعاملين والوكلاء في الخارج.
- الفرع إن للاستفادة من محتويات الحقائب الدبلوماسية الأجنبية.
- الفرع دي، وتمثلت مهمته بالقيام بأعمال سرية سياسية وعمليات شبه عسكرية خلال أوقات الحرب. ينظم القسم دي مقاومة خطة الدفاع الداخلي في المملكة المتحدة، وهو الأساس الذي تقوم عليه هيئة العمليات الخاصة التنفيذية أثناء الحرب العالمية الثانية.[11]

مع ظهور التهديد الألماني في أعقاب صعود النازيين إلى السلطة، تحول اهتمام الجهاز في أوائل ثلاثينيات القرن العشرين نحو النازية.
خلال فترة حكم النازيين، ساعد جهاز إم آي 6 الغيستابو، الشرطة النازية السرية، في تبادل معلومات عن الشيوعية في أواخر أكتوبر 1937، ووصف رئيس محطة برلين التابعة للوكالة البريطانية، فرانك فولي، علاقته بما يُعرف بخبير الشيوعية لدى الغيستابو بأنها ودية.
توفي سنكلير في عام 1939، بعد إصابته بمرض، وحل ستيوارت مينزيس محله (حرس الخيل)، الذي عمل في الخدمة منذ نهاية الحرب العالمية الأولى.
في 26 و27 يوليو 1939، في بيري بالقرب من وارسو، اضطلع ممثلو الاستخبارات العسكرية البريطانية بما في ذلك ديلي نوكس وألاستير دينيستون وهمفري ساندويث إلى جانب نظرائهم البولنديين المتحالفين معهم في تقنيات ومعدات فك التشفير المعروفة باسم إنيغما، بما في ذلك تقنية الأوراق المثقبة وقنبلة التعمية، وتلقوا وعدًا بأن يحصلوا مستقبلًا على آلة إنيغما مكررة معكوسة الهندسة مصنوعة في بولندا. شكل ذلك أساسًا حيويًا لاستمرار الجهود البريطانية لاحقًا. خلال الحرب، فك علماء الترميز البريطانيين تشفير عدد كبير من الرسائل التي جرى بثها عبر آلة إنيغما. كان للمعلومات الاستخباراتية من هذا المصدر، التي أطلق البريطانيون عليها اسم ألترا، دور كبير في مساعدة الجهود الحربية التي بذلها الحلفاء.

### الحرب العالمية الثانية
خلال الحرب العالمية الثانية، استُكمل عمل جهاز الاستخبارات البشرية بعدة مبادرات أخرى:
- جهد تحليل الشفرات الذي تبذله مكاتب الاتصالات الحكومية المسؤولة عن اعتراض الاتصالات الأجنبية وفك تشفيرها في حديقة بلتشلي.
- منظومة الصليب المزدوج الشاملة بإدارة جهاز إم آي 5 لتغذية الاستخبارات المضللة للألمان.
- أنشطة الاستخبارات التصويرية التي اضطلعت بها وحدة الاستطلاع الفوتوغرافي التابعة لمحطة سلاح الجو الملكي.[15]

كانت استخبارات ألترا الصادرة عن تحليل الشفرات ومكاتب الاتصالات الحكومية مفيدة للغاية.
أصر رئيس شعبة الاستخبارات الأمنية، ستيوارت مينزيس، على السيطرة وقت الحرب على جهود فك الرموز، ما منحه قوة ونفوذًا هائلين، واستخدمه بحكمة. أصبح جهاز إم آي 6، بفضل توزيع مواد ألترا التي جمعها مكتب الاتصالات الحكومية البريطانية، لأول مرة، أحد فروع الحكومة الهامة. كان للاختراقات الواسعة التي تعرضت لها إشارات إنيغما النازية دور في منح مينزيس وفريقه نظرة ثاقبة هائلة على إستراتيجية أدولف هتلر، وبقي هذا الأمر سريًا. 
في عام 1940، وقعت المخابرات البريطانية اتفاقية خاصة مع نظرائهم البولنديين المتحالفين. في يوليو 2005، أصدرت الحكومتين البريطانية والبولندية دراسة تألفت من مجلدين حول التعاون الاستخباراتي الثنائي في الحرب، والتي كشفت عن معلومات كانت سرية رسميًا حتى ذلك الحين. كتب كبار المؤرخين والخبراء تقرير اللجنة التاريخية الأنجلو- بولندية، والذين مُنحوا فرصة غير مسبوقة للوصول إلى أرشيف الاستخبارات البريطانية، وخلص التقرير إلى أن 48% من جميع التقارير التي حصلت عليها الدوائر السرية البريطانية من أوروبا القارية في الفترة 1939-1945 كانت من مصادر بولندية. ما يسّر ذلك أن بولندا المحتلة كان لديها تقليد لمنظمات تمرد توارثتها الأجيال، مع وجود شبكات في المجتمعات المحلية البولندية في ألمانيا وفرنسا. كان جزء كبير من نشاط المقاومة البولندية سريًا وشمل شبكات الاستخبارات الخلوية، بينما استخدمت ألمانيا النازية العمال البولنديين قسرًا في جميع أنحاء القارة، ووضعتهم في مواضع خاصة للتجسس على العدو. اضطلع ضابط الاستخبارات البريطانية، ويلفريد دوندرديل بشؤون الاتصال، وتضمنت التقارير إنذارًا متقدمًا بمغادرة الفيلق الأفريقي إلى ليبيا، وإدراكًا بشأن استعداد وحدات فيشي الفرنسية للقتال ضد الحلفاء وتغيير موقفها أثناء عملية الشعلة، وإنذارًا مسبقًا بشأن حملة القوقاز الألمانية المتمثلة بعملية بارباروسا وعملية إيدلويس. بدأ الإبلاغ البولندي حول الأسلحة السرية الألمانية في عام 1941، وتمكنت العمليات الخاصة البريطانية، من خلال عملية ويلدهورن، من نقل صاروخ في 2 جوًا والتي أحبطتها المقاومة البولندية. سلّم العميل البولندي السري يان كارسكي البريطانيين أول استخبارات للحلفاء بشأن الهولوكست. امتلك البريطانيون، بفضل عميلة بولندية، قناة موجهة إلى الرئيس المناهض للنازية في أبفير، الأدميرال فيلهلم كاناريس.